# Aplysia depilans
Aplysia depilans är en snäckart som beskrevs av Gmelin 1791. Aplysia depilans ingår i släktet Aplysia och familjen sjöharar. Inga underarter finns listade i Catalogue of Life.

## Bildgalleri

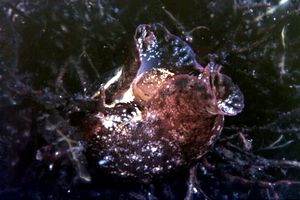